# 張斗軫
張 斗軫（チャン・ドゥジン、장두진、1953年3月4日 - 2020年8月27日）は、韓国の囲碁棋士。ソウル出身、韓国棋院所属、八段。国棋戦準優勝、名人戦挑戦者など。

## 経歴
1972年入段。1975年二段で、第1期国棋戦決勝で曺薫鉉に0-2で敗れ準優勝。1984年六段。1987年棋王戦挑戦者となり、曺薫鉉に0-4で敗れる。同年名人戦挑戦者となり曺薫鉉に0-3で敗れる。1988年第1回世界囲碁選手権富士通杯に韓国代表として出場、1回戦で馬暁春に敗退。1997年七段。2007年八段。
2020年8月27日に持病により死去。

### 主な棋歴
- 国棋戦 準優勝 1975年
- 棋王戦 挑戦者 1987年
- 名人戦 挑戦者 1987年